# Швабський монетний союз
Швабський монетний союз (нім. Schwäbischer Münzbund) — регіональний монетний союз на території Священної Римської імперії, що був створений 20 вересня 1423 року і проіснував близько століття.
У союз входили Вюртемберзьке герцогство, а також міста на Боденському озері і швабські міста: Констанц, Юберлінген, Ліндау, Ванген Пфуллендорф, Буххорн, Радольфцелль, Равенсбург, Ульм, Роттвайль, Гемюнд, Кемптен, Гінген, Ален.
Монетами союзу були шилінг, пфеніг та геллер.